# 皮尼翁丘陵 (加利福尼亞州)
皮尼翁丘陵（英語：Piñon Hills）是位於美國加利福尼亞州聖貝納迪諾縣的一個人口普查指定地區。

## 地理
皮尼翁丘陵的座標為34°25′14″N 117°31′13″W / 34.42056°N 117.52028°W，而該地最高點為海拔高度1217米（即3993英尺）。

## 人口
根據2010年美國人口普查的數據，皮尼翁丘陵的面積為83.185平方千米，當中陸地面積為83.177平方千米，而水域面積為0.008平方千米。當地共有人口7272人，而人口密度為每平方千米87人。